# NXT Tag Team Championship
Ne pas confondre avec le WWE Raw Tag Team Championship, WWE SmackDown Tag Team Championship et NXT UK Tag Team Championship.
Le NXT Tag Team Championship (que l'on peut traduire par le championnat par équipes de la NXT) est un championnat de catch utilisé à la World Wrestling Entertainment. Il est défendu dans la division NXT.
Les champions actuels sont Hank Walker et Tank Ledger, qui en sont à leur premier règne. Ils ont remporté les titres en battant Axiom et Nathan Frazer le 19 avril 2025 à NXT Stand & Deliver (2025).

## Historique
Le NXT Tag Team Championship a été introduit à WWE NXT pour la première fois le 23 janvier 2013 par Shawn Michaels. Il annonce qu'un tournoi aura lieu pour déterminer les premiers champions par équipes de NXT.

### Résultats du tournoi
|  | Quarts de finale                          | Quarts de finale                          | Quarts de finale                  | Quarts de finale                  |                               |                               | Demi-finales | Demi-finales | Demi-finales | Demi-finales |  |  | Finale | Finale | Finale | Finale |
|  |                                           |                                           |                                   |                                   |                               |                               |              |              |              |              |  |  |        |        |        |        |
|  |                                           |                                           |                                   |                                   |                               |                               |              |              |              |              |  |  |        |        |        |        |
|  |                                           |                                           |                                   |                                   |                               |                               |              |              |              |              |  |  |        |        |        |        |
|  | Wyatt Family (Luke Harper et Erick Rowan) | Wyatt Family (Luke Harper et Erick Rowan) | Tombé                             | Tombé                             |                               |                               |              |              |              |              |  |  |        |        |        |        |
|  | Wyatt Family (Luke Harper et Erick Rowan) | Wyatt Family (Luke Harper et Erick Rowan) | Tombé                             | Tombé                             |                               |                               |              |              |              |              |  |  |        |        |        |        |
|  | Percy Watson et Yoshi Tatsu               | Percy Watson et Yoshi Tatsu               | 4:02                              | 4:02                              |                               |                               |              |              |              |              |  |  |        |        |        |        |
|  | Percy Watson et Yoshi Tatsu               | Percy Watson et Yoshi Tatsu               | 4:02                              | 4:02                              | Luke Harper et Erick Rowan    | Luke Harper et Erick Rowan    | Tombé        | Tombé        |              |              |  |  |        |        |        |        |
|  |                                           |                                           |                                   |                                   | Luke Harper et Erick Rowan    | Luke Harper et Erick Rowan    | Tombé        | Tombé        |              |              |  |  |        |        |        |        |
|  |                                           |                                           | Bo Dallas et Michael McGillicutty | Bo Dallas et Michael McGillicutty | 6:01                          | 6:01                          |              |              |              |              |  |  |        |        |        |        |
|  | Bo Dallas et Michael McGillicutty         | Bo Dallas et Michael McGillicutty         | Bo Dallas et Michael McGillicutty | Bo Dallas et Michael McGillicutty | 6:01                          | 6:01                          | Tombé        | Tombé        |              |              |  |  |        |        |        |        |
|  | Bo Dallas et Michael McGillicutty         | Bo Dallas et Michael McGillicutty         |                                   |                                   |                               |                               |              | Tombé        |              |              |  |  |        |        |        |        |
|  | Primo et Epico                            | Primo et Epico                            | 5:13                              | 5:13                              |                               |                               |              |              |              |              |  |  |        |        |        |        |
|  | Primo et Epico                            | Primo et Epico                            | 5:13                              | 5:13                              | Adrian Neville et Oliver Grey | Adrian Neville et Oliver Grey | Tombé        | Tombé        |              |              |  |  |        |        |        |        |
|  |                                           |                                           |                                   |                                   | Adrian Neville et Oliver Grey | Adrian Neville et Oliver Grey | Tombé        | Tombé        |              |              |  |  |        |        |        |        |
|  |                                           |                                           | Luke Harper et Erick Rowan        | Luke Harper et Erick Rowan        | 5:44                          | 5:44                          |              |              |              |              |  |  |        |        |        |        |
|  | Kassius Ohno et Leo Kruger                | Kassius Ohno et Leo Kruger                | Luke Harper et Erick Rowan        | Luke Harper et Erick Rowan        | 5:44                          | 5:44                          | Tombé        | Tombé        |              |              |  |  |        |        |        |        |
|  | Kassius Ohno et Leo Kruger                | Kassius Ohno et Leo Kruger                |                                   |                                   |                               |                               |              |              |              |              |  |  |        |        |        |        |
|  | Alex Riley et Derrick Bateman             | Alex Riley et Derrick Bateman             | 4:36                              | 4:36                              |                               |                               |              |              |              |              |  |  |        |        |        |        |
|  | Alex Riley et Derrick Bateman             | Alex Riley et Derrick Bateman             | 4:36                              | 4:36                              | Adrian Neville et Oliver Grey | Adrian Neville et Oliver Grey | Tombé        | Tombé        |              |              |  |  |        |        |        |        |
|  |                                           |                                           |                                   |                                   | Adrian Neville et Oliver Grey | Adrian Neville et Oliver Grey | Tombé        | Tombé        |              |              |  |  |        |        |        |        |
|  |                                           |                                           | Kassius Ohno et Leo Kruger        | Kassius Ohno et Leo Kruger        | 7:28                          | 7:28                          |              |              |              |              |  |  |        |        |        |        |
|  | Adrian Neville et Oliver Grey             | Adrian Neville et Oliver Grey             | Kassius Ohno et Leo Kruger        | Kassius Ohno et Leo Kruger        | 7:28                          | 7:28                          | Tombé        | Tombé        |              |              |  |  |        |        |        |        |
|  | Adrian Neville et Oliver Grey             | Adrian Neville et Oliver Grey             |                                   |                                   |                               |                               |              | Tombé        |              |              |  |  |        |        |        |        |
|  | Heath Slater et Drew McIntyre             | Heath Slater et Drew McIntyre             | 3:25                              | 3:25                              |                               |                               |              |              |              |              |  |  |        |        |        |        |
|  | Heath Slater et Drew McIntyre             | Heath Slater et Drew McIntyre             | 3:25                              | 3:25                              |                               |                               |              |              |              |              |  |  |        |        |        |        |
|  |                                           |                                           |                                   |                                   |                               |                               |              |              |              |              |  |  |        |        |        |        |

## Historique des règnes
| #  | Champions                                                                    | Nombre de règnes | Date               | Durée (en jours) | Évènement                                         | Lieu                                   | Notes | Réf    |
| -- | ---------------------------------------------------------------------------- | ---------------- | ------------------ | ---------------- | ------------------------------------------------- | -------------------------------------- | --- | ------ |
| 1  | Adrian Neville et Oliver Grey                                                | 1                | 31 janvier 2013    | 91               | NXT                                               | Winter Park (Floride)                  | Battent Erick Rowan et Luke Harper en finale d'un tournoi et deviennent les premiers champions. Diffusé le 13 février. | .      |
| 2  | The Wyatt Family (Luke Harper et Erick Rowan)                                | 1                | 2 mai 2013         | 49               | NXT                                               | Winter Park (Floride)                  | Battent Adrian Neville et Bo Dallas, qui remplace Oliver Grey, étant blessé. Diffusé le 8 mai. | [ 5 ]  |
| 3  | Adrian Neville (2) et Corey Graves                                           | 1                | 20 juin 2013       | 84               | NXT                                               | Winter Park (Floride)                  | Diffusé le 17 juillet. Adrian Neville devient le premier à avoir remporté le titre à deux reprises avec deux partenaires différents. | [ 6 ]  |
| 4  | The Ascension (Konnor et Viktor)                                             | 1                | 12 septembre 2013  | 364              | NXT                                               | Winter Park (Floride)                  | Diffusé le 2 octobre. Établissent le plus long règne. | [ 7 ]  |
| 5  | The Lucha Dragons (Kalisto et Sin Cara)                                      | 1                | 11 septembre 2014  | 126              | NXT Takeover: Fatal 4 Way                         | Winter Park (Floride)                  | | [ 8 ]  |
| 6  | Blake et Murphy                                                              | 1                | 15 janvier 2015    | 219              | NXT                                               | Winter Park (Floride)                  | Diffusé le 28 janvier. | [ 9 ]  |
| 7  | The Vaudevillains (Aiden English et Simon Gotch)                             | 1                | 22 août 2015       | 61               | NXT TakeOver: Brooklyn                            | Brooklyn (New York)                    | En battant Blake et Murphy. Ils remportent les titres pour la première fois de leurs carrières. | [ 10 ] |
| 8  | The Revival (Dash Wilder et Scott Dawson)                                    | 1                | 22 octobre 2015    | 162              | NXT                                               | Winter Park (Floride)                  | En battant les Vaudevillains. Ils remportent les titres pour la première fois de leurs carrières. | [ 11 ] |
| 9  | American Alpha (Jason Jordan et Chad Gable)                                  | 1                | 1er avril 2016     | 68               | NXT TakeOver: Dallas                              | Dallas (Texas)                         | En battant les Revival. Ils remportent les titres pour la première fois de leurs carrières. | [ 12 ] |
| 10 | The Revival (Dash Wilder et Scott Dawson)                                    | 2                | 8 juin 2016        | 164              | NXT TakeOver: The End                             | Winter Park (Floride)                  | En prenant leur revanche sur American Alpha. Ils deviennent la première équipe à gagner deux fois les ceintures. | [ 13 ] |
| 11 | #DIY (Johnny Gargano et Tommaso Ciampa)                                      | 1                | 19 novembre 2016   | 70               | NXT TakeOver: Toronto                             | Toronto (Ontario)                      | En battant les Revival dans un 2 Out of 3 Falls match. Ils remportent les titres pour la première fois de leurs carrières. | [ 14 ] |
| 12 | AOP (Akam et Rezar)                                                          | 1                | 28 janvier 2017    | 203              | NXT TakeOver: San Antonio                         | San Antonio (Texas)                    | En battant #DIY. Ils remportent les titres pour la première fois de leurs carrières. | [ 15 ] |
| 13 | SAniTY (Eric Young et Alexander Wolfe)                                       | 1                | 19 août 2017       | 102              | NXT TakeOver: Brooklyn III                        | New York                               | En battant les AOP. Ils remportent les titres pour la première fois de leurs carrières. | [ 16 ] |
| 14 | The Undisputed Era (Adam Cole, Roderick Strong, Bobby Fish et Kyle O'Reilly) | 1                | 29 novembre 2017   | 202              | NXT                                               | Winter Park (Floride)                  | En battant SAniTY. Ils remportent les titres pour la première fois de leurs carrières. La WWE reconnait les 4 membres comme champions selon les règles de la Freebird Rules. La WWE reconnait la date du début du règne au 20 décembre 2017, date de diffusion de l'épisode | [ 17 ] |
| 15 | Moustache Mountain (Tyler Bate et Trent Seven)                               | 1                | 19 juin 2018       | 2                | WWE United Kingdom Championship Tournament (2018) | South Kensington (Londres) Royaume-Uni | En battant l'Undisputed Era. Ils remportent les titres pour la première fois de leurs carrières. | [ 18 ] |
| 16 | The Undisputed Era (Kyle O'Reilly et Roderick Strong)                        | 2                | 21 juin 2018       | 219              | NXT                                               | Winter Park (Floride)                  | En battant Moustche Mountain. Ils deviennent la seconde équipe à gagner deux fois les ceintures. | [ 19 ] |
| 17 | The War Raiders (Erik et Ivar)                                               | 1                | 27 janvier 2019    | 94               | NXT TakeOver: Phoenix                             | Phoenix (Arizona)                      | En battant l'Undisputed Era. Ils remportent les titres pour la première fois de leurs carrières. | [ 20 ] |
| —  | Vacant                                                                       | —                | 1er mai 2019       | 31               | NXT                                               | Winter Park (Floride)                  | À la suite de leur transfert à Raw lors du Draft, les Viking Raiders sont contraints d'abandonner les titres par équipe du show jaune. | [ 21 ] |
| 18 | The Street Profits (Angelo Dawkins et Montez Ford)                           | 1                | 1er juin 2019      | 75               | NXT TakeOver: XXV                                 | Bridgeport (Connecticut)               | En battant Oney Lorcan, Danny Burch, l'Undisputed Era (Bobby Fish et Kyle O'Reilly) et The Forgotten Sons (Steve Cutler et Wesley Blake) dans un Fatal 4-Way Tag Team Ladder match. Ils remportent les titres pour la première fois de leurs carrières.                     | [ 22 ] |
| 19 | The Undisputed Era (Bobby Fish (2) et Kyle O'Reilly(3))                      | 3                | 15 août 2019       | 185              | NXT                                               | Orlando (Floride)                      | En battant les Street Profits. Ils deviennent la première équipe à gagner trois fois les ceintures. | [ 23 ] |
| 20 | The BroserWeights (Matt Riddle et Pete Dunne)                                | 1                | 16 février 2020    | 87               | NXT TakeOver: Portland                            | Portland (Oregon)                      | En battant l'Undisputed Era (Bobby Fish et Kyle O'Reilly). Ils remportent les titres pour la première fois de leurs carrières. | [ 24 ] |
| 21 | IMPERIUM (Fabian Aichner et Marcel Barthel)                                  | 1                | 13 mai 2020        | 105              | NXT                                               | Winter Park (Floride)                  | En battant Matt Riddle et Timothy Thatcher (remplaçant de Pete Dunne, forfait pour blessure). Ils remportent les titres pour la première fois de leurs carrières et leurs seconds titres par équipe.                                                                        | [ 25 ] |
| 22 | Breezango (Tyler Breeze et Fandango)                                         | 1                | 26 août 2020       | 56               | NXT                                               | Winter Park (Floride)                  | En battant IMPERIUM (Fabian Aichner et Marcel Barthel). Ils remportent les titres pour la première fois de leurs carrières et leurs premiers titres par équipe. | [ 26 ] |
| 23 | Oney Lorcan et Danny Burch                                                   | 1                | 21 octobre 2020    | 153              | NXT                                               | Orlando (Floride)                      | En battant Breezango. Ils remportent les titres pour la première fois de leurs carrières. | [ 27 ] |
| —  | Vacant                                                                       | —                | 23 mars 2021       | 15               | NXT                                               | Orlando (Floride)                      | À la suite de la blessure de son partenaire Danny Burch, Oney Lorcan se voit contraindre d'abandonner les ceintures. | [ 28 ] |
| 24 | MSK (Wes Lee et Nash Carter)                                                 | 1                | 7 avril 2021       | 202              | NXT TakeOver: Stand & Deliver (2021)              | Orlando (Floride)                      | En battant Grizzled Young Veterans (James Drake et Zack Gibson) et Legado del Fantasma (Raul Mendoza et Joaquim Wilde) dans un Triple Threat Tag Team match. Ils remportent les titres pour la première fois de leurs carrières.                                            | [ 29 ] |
| 25 | IMPERIUM (Fabian Aichner et Marcel Barthel)                                  | 2                | 26 octobre 2021    | 158              | NXT: Halloween Havoc (2021)                       | Orlando (Floride)                      | En battant MSK (Wes Lee et Nash Carter) dans un Lumberjack O'Lantern match, ils deviennent la 3e équipe à gagner deux fois les ceintures. | [ 30 ] |
| 26 | MSK (Wes Lee et Nash Carter)                                                 | 2                | 2 avril 2022       | 6                | NXT TakeOver: Stand & Deliver (2022)              | Orlando (Floride)                      | En battant IMPERIUM (Fabian Aichner et Marcel Barthel) et les Creed Brothers (Brutus et Julius Creed) dans un Triple Threat Tag Team match, ils deviennent la 4e équipe à gagner deux fois les ceintures.                                                                   | [ 31 ] |
| —  | Vacant                                                                       | —                | 8 avril 2022       | 4                | —                                                 | Orlando (Floride)                      | En raison du renvoi de Nash Carter par la compagnie, à la suite des accusations de violences conjugales de la part de sa femme Kimber Lee, les titres par équipes du show jaune sont vacants.                                                                               | [ 32 ] |
| 27 | Pretty Deadly (Elton Prince et Kit Wilson)                                   | 1                | 12 avril 2022      | 53               | NXT 2.0                                           | Orlando (Floride)                      | En battant les Creed Brothers dans un Tag Team Gauntlet match, ils remportent les titres pour la première fois de leurs carrières et leurs seconds titres par équipes. | [ 33 ] |
| 28 | The Creed Brothers (Brutus Creed et Julius Creed)                            | 1                | 4 juin 2022        | 92               | NXT TakeOver: In Your House (2022)                | Orlando (Floride)                      | En prenant leurs revanches sur Pretty Deadly, ils remportent les titres pour la première fois de leurs carrières. | [ 34 ] |
| 29 | Pretty Deadly (Elton Prince et Kit Wilson)                                   | 2                | 4 septembre 2022   | 97               | Worlds Collide (2022)                             | Orlando (Floride)                      | En prenant leurs revanches sur les Creed Brothers, puis en battant Gallus (Mark Coffey et Wolfgang), Brooks Jensen et Josh Briggs dans un Fatal 4-Way Tag Team match, ils deviennent la première équipe à gagner deux fois les quatre ceintures et les unifient.            | [ 35 ] |
| 30 | The New Day (Kofi Kingston et Xavier Woods)                                  | 1                | 10 décembre 2022   | 56               | NXT Deadline (2022)                               | Orlando (Floride)                      | En battant Pretty Deadly, ils remportent les titres pour la première fois de leurs carrières, leurs 12e titres par équipes de l'histoire et deviennent Triple Crown Champions.                                                                                              | [ 36 ] |
| 31 | Gallus (Mark Coffey et Wolfgang)                                             | 1                | 4 février 2023     | 176              | NXT Vengeance Day (2023)                          | Charlotte (Caroline du Nord)           | En battant le New Day, Pretty Deadly et Chase U dans un Fatal 4-Way Tag Team match, ils remportent les titres pour la première fois de leurs carrières et leurs seconds titres par équipes.                                                                                 | [ 37 ] |
| 32 | The D'Angelo Family (Tony D'Angelo et Channing "Stacks" Lorenzo)             | 1                | 30 juillet 2023    | 86               | NXT: The Great American Bash (2023)               | Cedar Park (Texas)                     | En battant Gallus, ils remportent les titres pour la première fois de leurs carrières. | [ 38 ] |
| 33 | Chase U (Andre Chase et Duke Hudson)                                         | 1                | 24 octobre 2023    | 21               | NXT: Halloween Havoc (2023)                       | Orlando (Floride)                      | En battant The D'Angelo Family, ils remportent les titres pour la première fois de leurs carrières. | [ 39 ] |
| 34 | The D'Angelo Family (Tony D'Angelo et Channing "Stacks" Lorenzo)             | 2                | 14 novembre 2023   | 91               | NXT                                               | Orlando (Floride)                      | En prenant leurs revanches sur Chase U, ils deviennent la 5e équipe à gagner deux fois les ceintures. | [ 40 ] |
| 35 | The Wolf Dogs (Baron Corbin et Bron Breakker)                                | 1                | 13 février 2024    | 56               | NXT                                               | Orlando (Floride)                      | En battant The D'Angelo Family, ils remportent les titres pour la première fois de leurs carrières. | [ 41 ] |
| 36 | Axiom et Nathan Frazer                                                       | 1                | 9 avril 2024       | 126              | NXT                                               | Orlando (Floride)                      | En prenant leur revanche sur The Wolf Dogs après avoir perdu à NXT Stand & Deliver, ils remportent les titres pour la première fois de leurs carrières. | [ 42 ] |
| 37 | Chase U (Ridge Holland et Andre Chase (2))                                   | 2                | 13 août 2024       | 19               | NXT                                               | Orlando (Floride)                      | En battant Axiom et Nathan Frazer, Ridge Holland remporte les titres pour la première fois de sa carrière, tandis qu'Andre Chase devient le second catcheur à gagner deux fois les ceintures avec un partenaire différent.                                                  | [ 43 ] |
| 38 | Axiom et Nathan Frazer                                                       | 2                | 1er septembre 2024 | 230              | NXT No Mercy (2024)                               | Denver (Colorado)                      | En prenant leurs revanches sur Chase U, ils deviennent la 6e équipe à gagner deux fois les ceintures. | [ 44 ] |
| 39 | Hank Walker et Tank Ledger                                                   | 1                | 19 avril 2025      | 91+              | NXT Stand & Deliver (2025)                        | Paradise (Nevada)                      | En battant Axiom et Nathan Frazer, ils remportent leurs premiers titres à la WWE. | [ 45 ] |

### Règnes combinés

#### En solo
| Signe | Notes                                 |
| ----- | ------------------------------------- |
|       | Lutteur travaillant toujours à NXT    |
|       | Lutteur travaillant toujours à la WWE |
| †     | Lutteur décédé                        |

| Rang | Catcheur         | Règnes | Jours | 1re victoire   |
| ---- | ---------------- | ------ | ----- | -------------- |
| 1    | Kyle O'Reilly    | 3      | 606   | 29 nov. 2017   |
| 2    | Roderick Strong  | 2      | 421   | 29 nov. 2017   |
| 3    | Bobby Fish       | 2      | 387   | 29 nov. 2017   |
| 4    | Konnor           | 1      | 364   | 12 sept. 2013  |
| 4    | Viktor           | 1      | 364   | 12 sept. 2013  |
| 6    | Axiom            | 2      | 356   | 9 avr. 2024    |
| 6    | Nathan Frazer    | 2      | 356   | 9 avr. 2024    |
| 8    | Dash Wilder      | 2      | 326   | 22 oct. 2015   |
| 8    | Scott Dawson     | 2      | 326   | 22 oct. 2015   |
| 10   | Fabian Aichner   | 2      | 263   | 13 mai 2020    |
| 10   | Marcel Barthel   | 2      | 263   | 13 mai 2020    |
| 12   | Buddy Murphy     | 1      | 219   | 15 janv. 2015  |
| 12   | Wesley Blake     | 1      | 219   | 15 janv. 2015  |
| 14   | Wes Lee          | 2      | 208   | 7 avr. 2021    |
| 14   | Nash Carter      | 2      | 208   | 7 avr. 2021    |
| 16   | Akam             | 1      | 203   | 28 janv. 2017  |
| 16   | Rezar            | 1      | 203   | 28 janv. 2017  |
| 18   | Adam Cole        | 1      | 202   | 29 nov. 2017   |
| 19   | Tony D'Angelo    | 2      | 177   | 30 juill. 2023 |
| 19   | Channing Lorenzo | 2      | 177   | 30 juill. 2023 |
| 21   | Mark Coffey      | 1      | 176   | 4 fév. 2023    |
| 21   | Wolfgang         | 1      | 176   | 4 fév. 2023    |
| 23   | Adrian Neville   | 2      | 175   | 31 janv. 2013  |
| 24   | Oney Lorcan      | 1      | 153   | 21 oct. 2020   |
| 24   | Danny Burch      | 1      | 153   | 21 oct. 2020   |
| 26   | Elton Prince     | 2      | 150   | 12 avr. 2022   |
| 26   | Kit Wilson       | 2      | 150   | 12 avr. 2022   |
| 28   | Kalisto          | 1      | 126   | 11 sept. 2014  |
| 28   | Sin Cara         | 1      | 126   | 11 sept. 2014  |
| 30   | Alexander Wolfe  | 1      | 102   | 19 août 2017   |
| 30   | Eric Young       | 1      | 102   | 19 août 2017   |
| 32   | Erik             | 1      | 94    | 27 janv. 2019  |
| 32   | Ivar             | 1      | 94    | 27 janv. 2019  |
| 34   | Brutus Creed     | 1      | 92    | 4 juin 2022    |
| 34   | Julius Creed     | 1      | 92    | 4 juin 2022    |
| 36   | Oliver Grey      | 1      | 91    | 31 janv. 2013  |
| 37   | Matt Riddle      | 1      | 87    | 16 fév. 2020   |
| 37   | Pete Dunne       | 1      | 87    | 16 fév. 2020   |
| 39   | Corey Graves     | 1      | 84    | 20 juin 2013   |
| 40   | Angelo Dawkins   | 1      | 75    | 1er juin 2019  |
| 40   | Montez Ford      | 1      | 75    | 1er juin 2019  |
| 42   | Johnny Gargano   | 1      | 70    | 19 nov. 2016   |
| 42   | Tommaso Ciampa   | 1      | 70    | 19 nov. 2016   |
| 44   | Chad Gable       | 1      | 68    | 1er avr. 2016  |
| 44   | Jason Jordan     | 1      | 68    | 1er avr. 2016  |
| 46   | Aiden English    | 1      | 61    | 22 août 2015   |
| 46   | Simon Gotch      | 1      | 61    | 22 août 2015   |
| 48   | Fandango         | 1      | 56    | 26 août 2020   |
| 48   | Tyler Breeze     | 1      | 56    | 26 août 2020   |
| 48   | Kofi Kingston    | 1      | 56    | 10 déc. 2022   |
| 48   | Xavier Woods     | 1      | 56    | 10 déc. 2022   |
| 48   | Baron Corbin     | 1      | 56    | 13 fév. 2024   |
| 48   | Bron Breakker    | 1      | 56    | 13 fév. 2024   |
| 54   | Erick Rowan      | 1      | 49    | 2 mai 2013     |
| 54   | Luke Harper †    | 1      | 49    | 2 mai 2013     |
| 56   | Andre Chase      | 2      | 40    | 24 oct. 2023   |
| 57   | Duke Hudson      | 1      | 21    | 24 oct. 2023   |
| 58   | Ridge Holland    | 1      | 19    | 13 août 2024   |
| 59   | Tyler Bate       | 1      | 2     | 19 juin 2018   |
| 59   | Trent Seven      | 1      | 2     | 19 juin 2018   |
| 61   | Hank Walker      | 1      | 91+   | 19 avr. 2025   |
| 61   | Tank Ledger      | 1      | 91+   | 19 avr. 2025   |

#### Par équipe
| Signe | Notes                                 |
| ----- | ------------------------------------- |
|       | Lutteur travaillant toujours à NXT    |
|       | Lutteur travaillant toujours à la WWE |
| †     | Lutteur décédé                        |

| Rang | Equipe | Règnes | Jours | 1re victoire   |
| ---- | --- | ------ | ----- | -------------- |
| 1    | The Undisputed Era (1er règne : Adam Cole , Bobby Fish , Kyle O'Reilly et Roderick Strong) (2e règne : Kyle O'Reilly et Roderick Strong) (3e règne : Kyle O'Reilly et Bobby Fish) | 3      | 606   | 29 nov. 2017   |
| 2    | The Ascension (Konnor et Viktor) | 1      | 364   | 12 sept. 2013  |
| 3    | Axiom et Nathan Frazer | 2      | 356   | 9 avr. 2024    |
| 4    | The Revival (Dash Wilder et Scott Dawson) | 2      | 326   | 22 oct. 2015   |
| 5    | IMPERIUM (Fabian Aichner et Marcel Barthel ) | 2      | 263   | 13 mai 2020    |
| 6    | Blake et Murphy | 1      | 219   | 15 janv. 2015  |
| 7    | MSK (Wes Lee et Nash Carter) | 2      | 208   | 7 avr. 2021    |
| 8    | The Authors of Pain (Akam et Rezar) | 1      | 203   | 28 janv. 2017  |
| 9    | The D'Angelo Family (Tony D'Angelo et Stacks ) | 2      | 177   | 30 juill. 2023 |
| 10   | Gallus (Mark Coffey et Wolfgang ) | 1      | 176   | 4 fév. 2023    |
| 11   | Oney Lorcan et Danny Burch | 1      | 153   | 21 oct. 2020   |
| 12   | Pretty Deadly (Elton Prince et Kit Wilson ) | 2      | 150   | 12 avr. 2022   |
| 13   | The Lucha Dragons (Kalisto et Sin Cara) | 1      | 126   | 11 sept. 2014  |
| 14   | SAnitY (Eric Young et Alexander Wolfe) | 1      | 102   | 19 août 2017   |
| 15   | The War Raiders (Erik & Ivar ) | 1      | 94    | 27 janv. 2019  |
| 16   | Creed Brothers (Brutus Creed et Julius Creed ) | 1      | 92    | 4 juin 2022    |
| 17   | British Ambition (Neville et Oliver Grey) | 1      | 91    | 31 janv. 2013  |
| 18   | The BroserWeights (Matt Riddle et Pete Dunne ) | 1      | 87    | 16 fév. 2020   |
| 19   | Neville et Corey Graves | 1      | 84    | 20 juin 2013   |
| 20   | The Street Profits (Angelo Dawkins et Montez Ford ) | 1      | 75    | 1er juin 2019  |
| 21   | #DIY (Johnny Gargano et Tommaso Ciampa ) | 1      | 70    | 19 nov. 2016   |
| 22   | American Alpha (Jason Jordan et Chad Gable ) | 1      | 68    | 1er avr. 2016  |
| 23   | The Vaudevillains (Aiden English et Simon Gotch) | 1      | 61    | 22 août 2015   |
| 24   | Breezango (Tyler Breeze et Fandango) | 1      | 56    | 26 août 2020   |
| 24   | The New Day (Kofi Kingston et Xavier Woods ) | 1      | 56    | 10 déc. 2022   |
| 24   | The Wolf Dogs (Baron Corbin et Bron Breakker ) | 1      | 56    | 13 fév. 2024   |
| 27   | The Wyatt Family (Luke Harper † et Erick Rowan ) | 1      | 49    | 2 mai 2013     |
| 28   | Chase U (1er règne :Andre Chase et Duke Hudson) (2e règne : Andre Chase et Ridge Holland )                                                                                        | 2      | 40    | 24 oct. 2023   |
| 29   | Moustache Mountain (Tyler Bate et Trent Seven) | 1      | 2     | 19 juin 2018   |
| 30   | Hank Walker et Tank Ledger | 1      | 91+   | 19 avr. 2025   |

## Statistiques
| Record                                       | Détenteur du record                                                            | Chiffre   |
| -------------------------------------------- | ------------------------------------------------------------------------------ | --------- |
| Le plus grand nombre de règnes par équipe    | The Undisputed Era (Adam Cole , Bobby Fish , Kyle O'Reilly et Roderick Strong) | 3 fois    |
| Le plus grand nombre de règnes en individuel | Kyle O'Reilly                                                                  | 3 fois    |
| Règne le plus long                           | The Ascension (Konnor et Viktor)                                               | 364 jours |
| Règne le plus court                          | Moustache Mountain (Tyler Bate et Trent Seven)                                 | 2 jours   |
| Champion le plus âgé                         | Bobby Fish                                                                     | 42 ans    |
| Champion le plus jeune                       | Tyler Bate                                                                     | 21 ans    |